# Orchis odorant
Gymnadenia odoratissima
Cet article concerne l'Orchis odorant. Pour l'Orchis parfumé, voir Anacamptis coriophora subsp. fragrans.
Espèce
Classification phylogénétique
Synonymes
Basionyme : Orchis odoratissima L., 1759

Statut de conservation UICN

 LC  : Préoccupation mineure
Statut CITES
L’Orchis odorant, Orchis très odorant ou Gymnadénie très odorante (Gymnadenia odoratissima), est une espèce de plantes à fleurs de la famille des Orchidaceae appartenant au genre Gymnadenia R.Br., 1813. C'est une orchidée terrestre essentiellement d'Europe centrale.

## Étymologie
Du latin odoratus (odoriférant ou parfumé), se référant au parfum (plus ou moins prononcé) des fleurs.

## Description

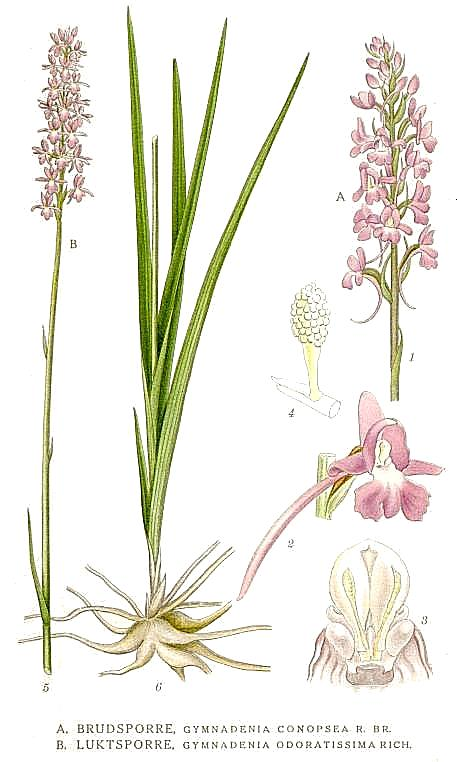
C.A.M. Lindman, Bilder ur Nordens flora, 1901-05, Planche illustrative n° 404 : Gymnadenia odoratissima (à g.) et Gymnadenia conopsea (à dr.).

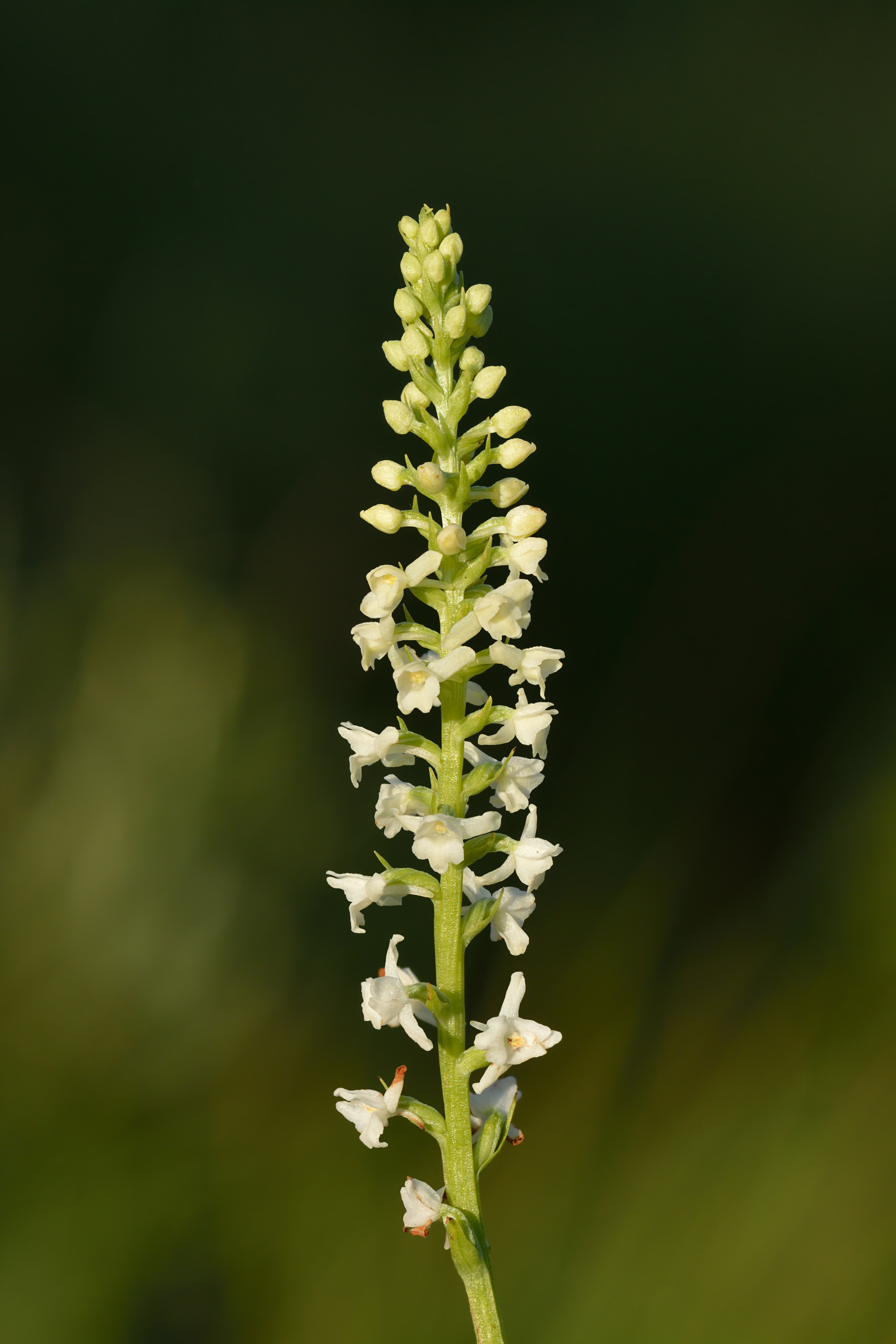
Orchis odorant à fleurs blanches dans la tourbière des Niitvälja en Estonie.

Plante : 10-50 cm, souvent assez grêle, à l'inflorescence en épi plus ou moins dense.
Feuilles : 5 à 12, linéaires, étroites et dressées, basilaires engainantes et caulinaires bractéiformes, d'un vert mat.
Fleurs : petites, plus ou moins rosâtres, au périanthe semi-ouvert (pétales et sépale médian plus ou moins en casque), avec labelle légèrement trilobé; elles sont prolongées par un fin éperon, droit ou peu arqué, souvent plus court que l'ovaire. Les 2 lobes latéraux du labelle sont nettement plus courts que le lobe médian.
Bractées : de la longueur des ovaires (parfois un peu plus longues).

## Floraison

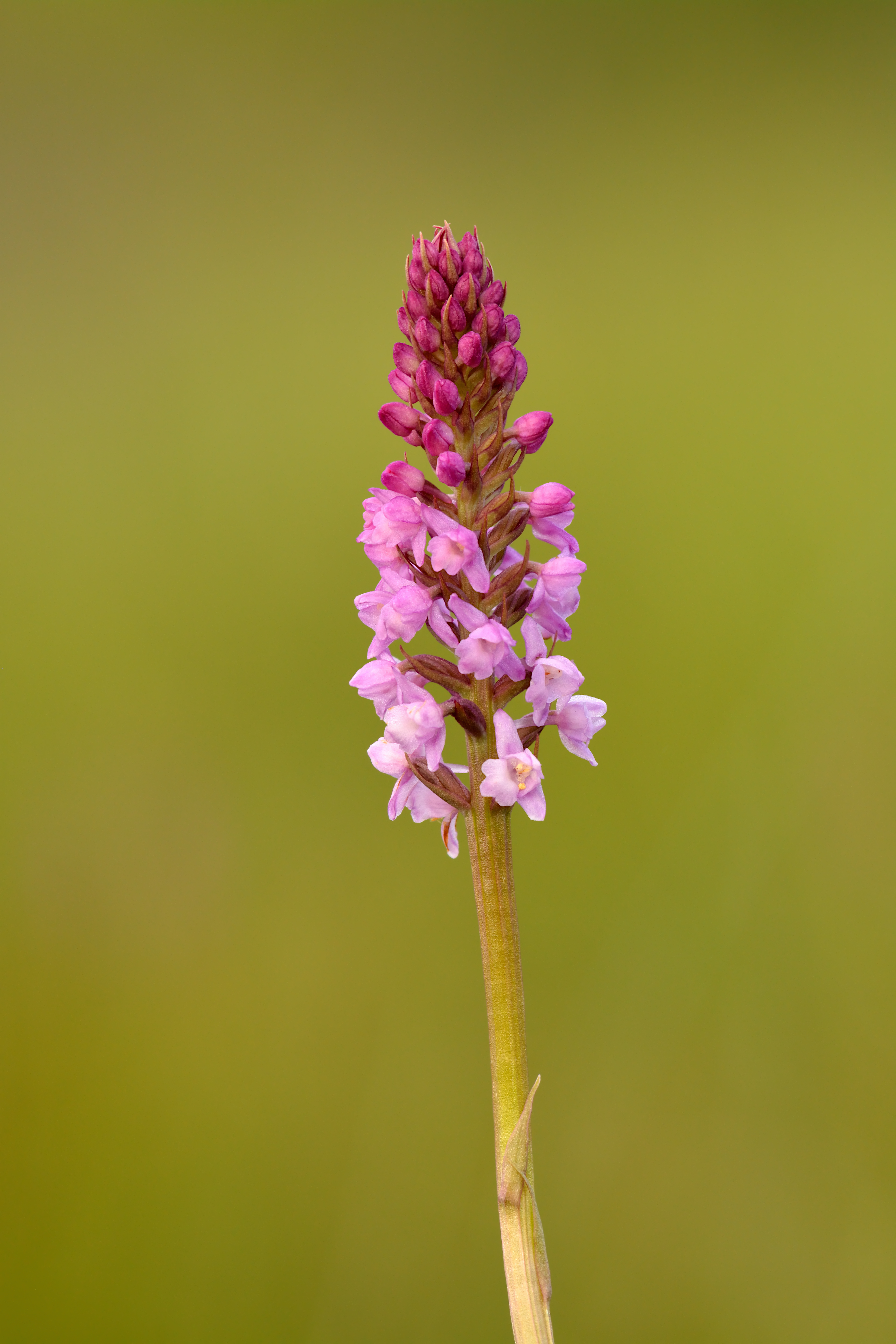
Fleur d'orchis odorant dans les tourbières de Niitvälja.

De juin à août, selon l'altitude.

## Habitat
0-2 800 m. Plante généralement de pleine lumière, sur substrats calcaires plus ou moins humides, parfois secs, en milieux herbeux: marais alcalins, talus suintants, alpages, prairies.

## Répartition
Plutôt d'Europe centrale, son aire de dispersion européenne est plus restreinte que celle de l’Orchis moucheron (Gymnadenia conopsea (L.) R.Br., 1813).
Géographiquement répandu en France, mais assez rare à très rare.

## Menace et protection
L'Orchis odorant est une espèce menacée (notamment par l'assèchement des zones humides et les reboisements):
- Protégée en France dans plusieurs régions (ex.: Alsace, Centre-Val de Loire, Rhône-Alpes);
- Mentionnée sur la liste rouge de l'UICN (VU - Vulnérable).

## Protection
En France, l'espèce est protégée en Alsace, en Aquitaine, dans le Centre, en Champagne-Ardenne, en Franche-Comté, en Haute-Normandie, en Île de France, en Lorraine, en Midi-Pyrénées, en Pays de la Loire et en Picardie.
- Liste des espèces végétales protégées en Alsace
- Liste des espèces végétales protégées en Aquitaine
- Liste des espèces végétales protégées dans le Centre
- Liste des espèces végétales protégées en Champagne-Ardenne
- Liste des espèces végétales protégées en Franche-Comté
- Liste des espèces végétales protégées en Haute-Normandie
- Liste rouge régionale de la flore vasculaire d'Île-de-France
- Liste des espèces végétales protégées en Lorraine
- Liste des espèces végétales protégées en Midi-Pyrénées
- Liste des espèces végétales protégées en Pays de la Loire
- Liste des espèces végétales protégées en Picardie

En Belgique, l'espèce est protégée légalement.